# Stuart MacGill
Stuart MacGill (ur. 25 lutego 1971 w Perth) – australijski krykiecista, bowler rzucający w stylu leg spin znany z bardzo ofensywnego i agresywnego stylu gry, a równocześnie uważany za jednego z największych pechowców w historii krykieta. Pech MacGilla polega na tym, że przez większość kariery znajdował się w cieniu zawodnika uznanego za najznakomitszego rzucającego w stylu leg spin w historii krykieta - Shane'a Warne'a i bardzo rzadko miał szansę grać w reprezentacji Australii. Większość jego meczów przypada na okresy, kiedy Warne był kontuzjowany, albo - w przypadku sezonu 2003-2004 – kiedy Warne otrzymał 12-miesięczny zakaz gry za stosowanie niedozwolonych substancji chemicznych. Tylko kilkukrotnie obaj zawodnicy mieli okazję grać razem i MacGill w tych meczach wypadał prawie zawsze lepiej niż Warne.
Jest słabym batsmanem i bardzo kiepskim fielderem, przez co grał dla Australii w meczach jednodniowych tylko trzy razy, pomimo znakomitej skuteczności (strike average) z jaką zdobywa wickety w jednodniowych meczach ligowych w Australii – co zaledwie 27 rzutów, a każdy zdobyty przez niego wicket kosztuje zaledwie 22,52 runa (dla porównania strike average Warne'a w meczach jednodniowych to prawie 36 rzutów, a koszt każdego to 24,3 runa).  
Znany jest z tego, że w odróżnieniu od większości bowlerów nie uśmiecha się po zdobyciu wicketa, ale raczej wydaje z siebie głośny krzyk triumfu; zapytany o to, powiedział, że "to (bowling) jest bardzo ciężką pracą, po zdobyciu wicketa następuje u mnie po prostu eksplozja emocji".  W 2007 powrócił do reprezentacji Australii po 18-miesięcznej przerwie, swój dwusetny wicket zdobył w 41 meczu testowym, jest 13 australijskim krykiecistą który tego dokonał.  W historii krykieta trzej krykieciści, Clarrie Grimmett, Dennis Lillee i Waqar Younis zdobyli 200 wicketów potrzebowali mniej meczów aby dojść do takiej liczby wicketów.
Jest koneserem wina którego posiada bardzo dużą kolekcję. Jego żoną jest popularna australijska aktorka i prezenterka telewizyjna Rachel Friend.  Zarówno dziadek Stuarta - Charlie MacGill jak i ojciec – Terry MacGill, grali w drużynie stanowej Australii Zachodniej (w "pierwszej lidze krykieta" w Australii).